# Stemma della Palestina
Lo stemma della Palestina è quello dello stemma dello Stato di Palestina e dell'Autorità Nazionale Palestinese (ANP), ma può far riferimento anche allo stemma dell'Organizzazione per la Liberazione della Palestina (OLP).
Il primo, lo stemma dell'ANP, presenta i colori panarabi che caratterizzano anche la bandiera della Palestina su uno scudo portato dall'aquila di Saladino. Sotto l'uccello vi è la dicitura فلسطين ("Palestina" in lingua araba) posta su una pergamena, anche se in alcune versioni è presente la dicitura السلطة الفلسطينية ("Autorità palestinese").

Emblema dell'OLP

Lo stemma dell'OLP mostra la bandiera della Palestina sopra una mappa del Mandato britannico della Palestina (attuale Israele, Cisgiordania e striscia di Gaza).